# Élections municipales libanaises de 2004
 (octobre 2007).
Si vous disposez d'ouvrages ou d'articles de référence ou si vous connaissez des sites web de qualité traitant du thème abordé ici, merci de compléter l'article en donnant les références utiles à sa vérifiabilité et en les liant à la section « Notes et références ».
Les élections municipales libanaises de 2004 se déroulèrent calmement le 25 juin. Trois principales listes étaient en lice: "La gauche unitaire" (principalement Parti communiste libanais (PCL) et extrême gauche), Parti socialiste progressiste, courant du futur, Forces Libanaise et la liste Hezbollah.
Les sondages pronostiquaient la victoire du Hezbollah avec la majorité absolue .Personne ne croyait que le PCL qui en 10 ans a perdu 75 % de son électorat allait remporter un grand nombre de sieges. Une bonne stratégie fut élaborée pour ce "triomphe. 1 200 000 personnes furent appelées aux urnes pour choisir leurs conseils municipaux, le taux de participation fut assez bas (49 %).
| Liste           | Nombre des communes | % de voix | Nombre de voix |
| --------------- | ------------------- | --------- | -------------- |
| Gauche Unitaire | 534                 | 30 %      | 202 000        |
| Conservateurs   | 523                 | 30 %      | 197 000        |
| Hezbollah       | 700                 | 40 %      | 240 000        |

## Sources
- Ministère de l'intérieur libanais